# Portret van Willem van Heythuysen
Portret van Willem van Heythuysen is een olieverfschilderij van de Nederlandse kunstschilder Frans Hals uit 1625-1630. Het toont een succesvolle koopman die zich presenteert als aristocraat, exemplarisch voor de sterke emancipatie, de trots en het zelfbewustzijn van de Hollandse burgerstand in die tijd. Het werk bevindt zich in de collectie van de Alte Pinakothek te München. Het werd in 1969 verworven van de Liechtensteinische Galerie.

## Willem van Heythuysen
Willem van Heythuysen (circa 1590-1650) werd geboren in Weert, mogelijk als zoon van de plaatselijke burgemeester. Hij verhuisde al op jeugdige leeftijd naar  Keulen en rond 1613 naar Haarlem, waar hij samen met zijn zuster Geertruyd een dubbel huis betrok aan de Oude Gracht.
Als lakenkoopman bleek hij al snel succesvol en hij werd een vermogend man, zoals veel Hollandse handelaren in die tijd hun fortuin maakten. Hij bezat een zomerhuis aan het Spaarne, tegenover de Haarlemmerhout en was bevriend met veel toonaangevende zeventiende-eeuwse handelaren, zoals de Amsterdammer Zacharias Hooftman.
In 1636 stelde hij een testament op en legateerde aan de Nederlands hervormde gemeenten in de steden Hanau en  Frankfurt elk 1000 gulden. Ook voorzag het testament, ten behoeve van de armenzorg, in de stichting van twee hofjes, een in Haarlem en het andere in zijn geboorteplaats Weert. Het Hofje van Heythuysen in Haarlem bestaat nog steeds.
Rond 1645 verloofde hij zich met Alida Roosterman (ca. 1620-1647), de jongere zus van zijn goede vriend Tieleman Roosterman (1598-1673). Zij overleed echter voor hun huwelijk en Willem is nooit getrouwd geweest.
Misschien omdat hij geregeld voor zaken op reis was was hij geen lid van de burgerwacht en bekleedde hij geen openbare ambten, in tegenstelling tot andere gegoede burgers.
Frans Hals, een van de meest gerenommeerde portretschilders van zijn tijd, schilderde zijn portret rond 1625 en later nogmaals rond 1634. Het portret uit 1625 is het enige portret dat Frans Hals 'ten voeten uit' geschilderd heeft.

## Afbeelding
Portret van Willem van Heythuysen toont een rijke koopman die zich presenteert als een aristocraat, bijna arrogant, met een loden voet en de hand op het gevest van zijn zwaard, exemplarisch voor de sterke emancipatie, de trots en het zelfbewustzijn van de Hollandse burgerstand in die tijd. De rozen, de bladeren op de grond en de geliefden op de verre achtergrond kunnen gezien worden als tekenen van sterfelijkheid, maar tevens doen ze denken aan de inspanningen die nodig zijn geweest welstand en bezit te vergaren. De Salzburgse kunsthistoricus Hermann Bauer duidt de deur waarvoor een gordijn hangt als "de doorgang van de naar de tempel van Mars, die in Rome gesloten bleef in tijden van vrede": het symboliseert dat ook de koopman verantwoordelijkheden heeft in tijden van oorlog en vrede.

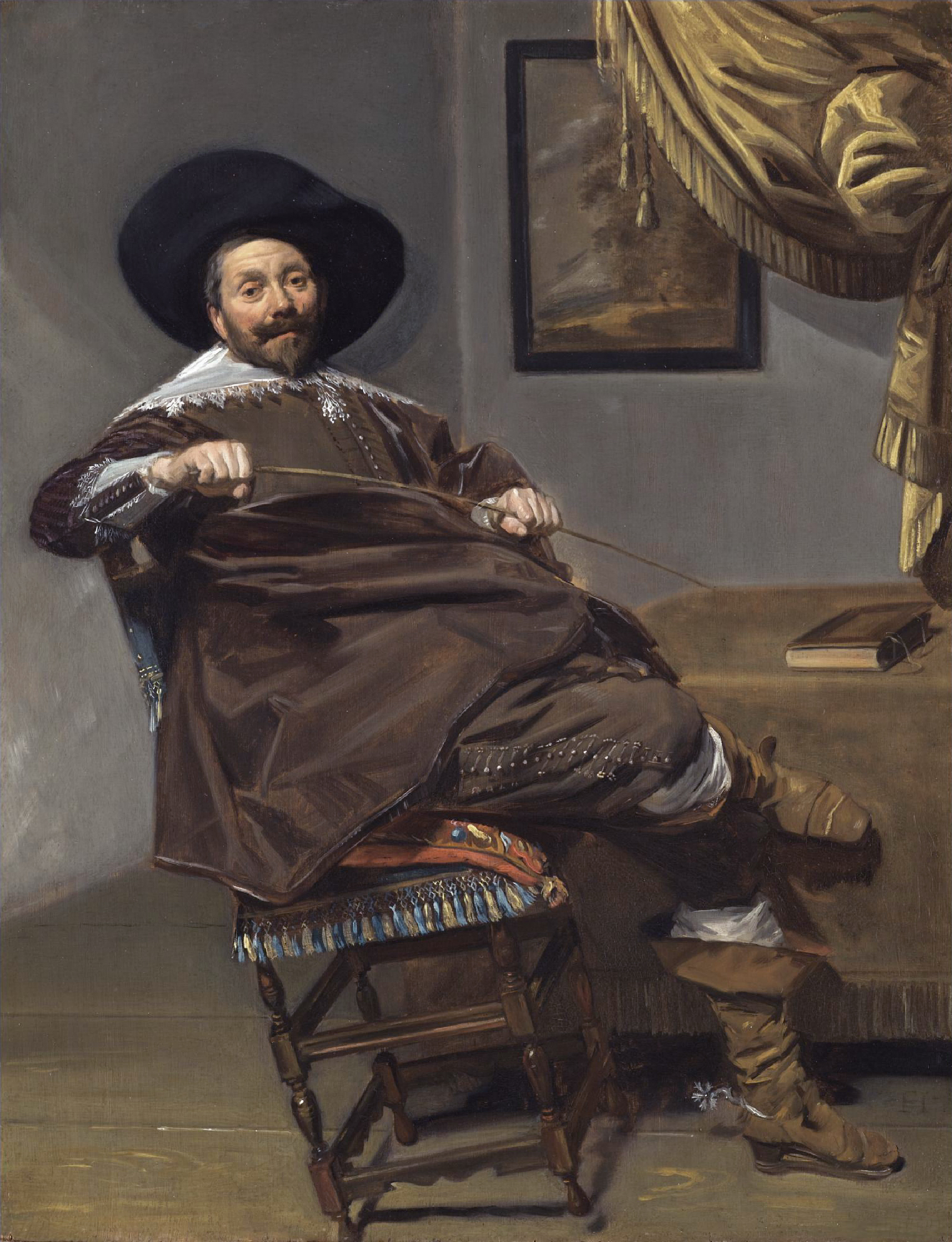
Hals' portret van Willem van Heythuysen uit 1634.

Het schilderij zit met dit alles vol van verborgen boodschappen, zoals dat in veel Hollandse portretten uit die tijd en ook in andere werken van Hals het geval was. Ze vertellen iets over de afgebeelde figuur, in dit geval van een vertegenwoordiger van de "nouveau riche". De diverse mooie attributen wijzen echter op ijdelheid en zijn van een voorbijgaande charme, waarmee Hals compositorisch een zeker tegenwicht zoekt voor de grote calvinistische waardigheid van de geportretteerde. Daardoor wint het portret aan individualiteit.
Portret van Willem van Heythuysen is het enige portret "ten voeten uit" van de hand van Hals dat bewaard is gebleven. Qua stijl zien we Vlaamse elementen en de invloed van het vroege werk van Peter Paul Rubens, met name in verfijnde uitwerking van de stoffering. De penseelstreken waarmee Hals de lichtreflecties produceerde, zijn daarentegen los en ogenschijnlijk spontaan, zoals dat ook veel van zijn ander werk typeert.
Portret van een jongeman met een schedel (1616-18) · Huwelijksportret van Isaac Massa en Beatrix van der Laen (ca. 1622) · Luitspeler (ca. 1623) · Zingende jongen met een fluit (1623) · De lachende cavalier (1624) · Lachende jongen (ca. 1625) · Portret van Willem van Heythuysen (1625-30) · Zigeunermeisje (ca. 1626) · Portret van een man met het kaakbeen van een koe in zijn hand (ca. 1627) · De vrolijke drinker (1628-30) · Pekelharing (ca. 1630) · De magere compagnie (1633-37) · Malle Babbe (1633-35) · Portret van een man (ca. 1634) · Portret van een zittende man (ca. 1660, atelier)